# Cantonul Marmoutier
Cantonul Marmoutier este un canton din arondismentul Saverne, departamentul Bas-Rhin, regiunea Alsacia, Franța.

## Comune
- Allenwiller
- Birkenwald
- Crastatt
- Dimbsthal
- Gottenhouse
- Haegen
- Hengwiller
- Hohengœft
- Jetterswiller
- Kleingœft
- Knœrsheim
- Landersheim
- Lochwiller
- Marmoutier (reședință)
- Otterswiller
- Rangen
- Reinhardsmunster
- Reutenbourg
- Salenthal
- Schwenheim
- Singrist
- Thal-Marmoutier
- Westhouse-Marmoutier
- Zehnacker
- Zeinheim